# Kaiser/Riegraf-Gruppe
Die Kaiser/Riegraf-Gruppe war in der Zeit des Nationalsozialismus eine sozialistische Widerstandsgruppe aus Heilbronn.
Karl Kaiser (1900–1986) war Industriellensohn aus Heilbronn und arbeitete um 1930 in der Berliner Niederlassung der Nahrungsmittelfabrik seines Vaters, der  Kaiser-Otto AG. Seine Frau Sophie (genannt Sascha) Kaiser (1899–1983) war eine geborene Witkowsky und entstammte einer galizischen Adelsfamilie. Das Paar war seit Ende der 1920er Jahre in der KPD-Opposition (KPO) und zog 1931 von Berlin nach Heilbronn, wo sie mit der örtlichen KPD zusammenarbeiteten. Über den KPD-Stadtrat Wilhelm Schwan kamen sie nach der „Machtergreifung“ 1933 in Kontakt mit dem ehemaligen SPD-Stadtrat Ernst Riegraf und dessen Sohn Hellmut Riegraf, letzterer wiederum brachte den Sozialdemokraten Wilhelm Jaisle und den Anarcho-Syndikalisten Eugen Freimüller zur Gruppe, zu der noch weitere Kommunisten und Sozialdemokraten stießen.
Die Gruppe organisierte konspirative Treffen, auf denen Oppositionelle politisch geschult wurden und Anweisungen für das Verhalten vor Gestapo und Gericht erhielten. Die bereits im Untergrund befindliche Bezirksleitung der Sozialistischen Arbeiterpartei (SAP) in Mannheim lieferte Flugblätter, die Zeitung Das Banner des revolutionären Marxismus und Klebezettel, die von der Heilbronner Gruppe weiterverbreitet wurden. Auch aus Stuttgart erhielt man über die untergetauchte Kreisleitung der KPD und Walter Vielhauer Schriften. Treffpunkte waren die Wohnung von Sascha und Karl Kaiser in der Villa Hagenmayer, Dittmarstraße 5 (später Oststraße 5) und die David-Friedrich-Straße 5 (heute Erlenbacher Straße). Man traf sich aber auch beispielsweise im Freibad in Bad Rappenau oder im Wald bei Ilsfeld. Dr. Karl Kaiser war als Assessor beim Amtsgericht Heilbronn tätig, was ihn zeitweilig vor der Entdeckung durch die Gestapo bewahrte.
Im März 1936 beteiligte sich die Gruppe an einer überregionalen Klebeaktion, bei der zwischen Aachen und Lörrach anlässlich der bevorstehenden Reichstagswahl Klebezettel mit der Aufschrift „Hitler bedeutet Krieg“ geklebt wurden. Im Sommer 1936 wurden nach einer unbedachten Äußerung eines betrunkenen Arbeiters gegenüber einem Heilbronner SA-Mann Sophie und Karl Kaiser, die inzwischen nach Mannheim verzogen waren, Hellmut Riegraf, Eugen Freimüller und Wilhelm Jaisle vorübergehend verhaftet und verhört, mangels Beweisen jedoch wieder freigelassen.
Von der Gestapo überwacht, setzte die Gruppe ihre konspirativen Treffen fort. Jedoch hatte die Gestapo auf der Basler Konferenz der SAP im November 1935 bereits einen Spitzel eingeschleust und konnte über einen Lehrer in Pforzheim die Mannheimer Bezirksleitung der SAP und von dort aus die Heilbronner Gruppe ausfindig machen. 1938 wurden im Rahmen der Zerschlagung der südwestdeutschen SAP-Strukturen daraufhin auch Sophie und Karl Kaiser, Hellmut Riegraf, Wilhelm Jaisle, Hermann Gerstlauer, Paul Engel und Eugen Freimüller verhaftet und zumeist wegen Hochverrats zu mehrjährigen Gefängnis- beziehungsweise Zuchthausstrafen verurteilt. Lediglich Karl Kaiser konnte von der Gruppe gedeckt werden und blieb straffrei.